# Eliminatoria al Campeonato Juvenil de la AFC 1992
La Eliminatoria al Campeonato Juvenil de la AFC 1992 fue la ronda de clasificación para los equipos juveniles de Asia y por primera vez de Oceanía para jugar la fase final rumbo a la Copa Mundial de Fútbol Sub-20 de 1993.
Se dividieron en 6 grupos de donde saldrían los 8 equipos que junto a Emiratos Árabes Unidos disputarían la fase final de la eliminatoria rumbo al Mundial Sub-20.

## Grupo 1
Irán y Catar eliminaron a Líbano, Siria y Yemen, pero los resultados son desconocidos.

## Grupo 2
Arabia Saudita clasificó a la fase final eliminando a Baréin, Kuwait y Omán, pero los resultados del grupo son desconocidos.

## Grupo 3
Los partidos se jugaron en Kannur, India.
| País      | J | G | E | P | GF | GC | Pts |
| --------- | - | - | - | - | -- | -- | --- |
| India     | 4 | 3 | 1 | 0 | 4  | 0  | 7   |
| Bangladés | 4 | 2 | 2 | 0 | 4  | 1  | 6   |
| Nepal     | 4 | 1 | 2 | 1 | 4  | 4  | 4   |
| Pakistán  | 4 | 1 | 1 | 2 | 6  | 4  | 3   |
| Maldivas  | 4 | 0 | 0 | 4 | 1  | 10 | 0   |

| Equipo 1  | Resultado | Equipo 2  |
| --------- | --------- | --------- |
| Pakistán  | 0-2       | India     |
| Maldivas  | 1-2       | Nepal     |
| Bangladés | 1-0       | Pakistán  |
| India     | 1-0       | Nepal     |
| Maldivas  | 0-2       | Bangladés |
| Nepal     | 1-1       | Pakistán  |
| India     | 0-0       | Bangladés |
| Pakistán  | 5-0       | Maldivas  |
| Nepal     | 1-1       | Bangladés |
| Maldivas  | 0-1       | India     |

## Grupo 4

### Ronda Preliminar
Los partidos se jugaron en Hong Kong.
| País      | J                  | G                  | E                  | P                  | GF                 | GC                 | Pts                |                    |
| --------- | ------------------ | ------------------ | ------------------ | ------------------ | ------------------ | ------------------ | ------------------ | ------------------ |
| Taiwán    | 3                  | 2                  | 1                  | 0                  | 9                  | 0                  | 5                  |                    |
| Hong Kong | 3                  | 2                  | 1                  | 0                  | 6                  | 2                  | 5                  |                    |
| Filipinas | 3                  | 1                  | 0                  | 2                  | 4                  | 5                  | 2                  |                    |
| Macao     | 3                  | 0                  | 0                  | 3                  | 3                  | 15                 | 0                  |                    |
| Guam      | Abandonó el torneo | Abandonó el torneo | Abandonó el torneo | Abandonó el torneo | Abandonó el torneo | Abandonó el torneo | Abandonó el torneo | Abandonó el torneo |
| Vietnam   | Abandonó el torneo | Abandonó el torneo | Abandonó el torneo | Abandonó el torneo | Abandonó el torneo | Abandonó el torneo | Abandonó el torneo | Abandonó el torneo |

| Equipo 1  | Resultado | Equipo 2  |
| --------- | --------- | --------- |
| Filipinas | 0-2       | Taiwán    |
| Macao     | 2-4       | Hong Kong |
| Filipinas | 4-1       | Macao     |
| Hong Kong | 0-0       | Taiwán    |
| Taiwán    | 7-0       | Macao     |
| Hong Kong | 2-0       | Filipinas |

### Ronda clasificatoria
Los partidos se jugaron en Singapur.
| País      | J | G | E | P | GF | GC | Pts |
| --------- | - | - | - | - | -- | -- | --- |
| Tailandia | 4 | 3 | 1 | 0 | 6  | 1  | 7   |
| Indonesia | 4 | 3 | 0 | 1 | 4  | 2  | 6   |
| Taiwán    | 4 | 1 | 2 | 1 | 2  | 3  | 4   |
| Malasia   | 4 | 1 | 0 | 3 | 2  | 4  | 2   |
| Singapur  | 4 | 0 | 1 | 3 | 1  | 5  | 1   |

| Equipo 1  | Resultado | Equipo 2  |
| --------- | --------- | --------- |
| Malasia   | 0-1       | Tailandia |
| Singapur  | 0-0       | Taiwán    |
| Taiwán    | 0-0       | Tailandia |
| Indonesia | 1-0       | Singapur  |
| Taiwán    | 0-2       | Indonesia |
| Singapur  | 0-1       | Malasia   |
| Indonesia | 0-2       | Tailandia |
| Malasia   | 1-2       | Taiwán    |
| Indonesia | 1-0       | Malasia   |
| Tailandia | 3-1       | Singapur  |

## Grupo 5
Los partidos se jugaron en Seúl, Corea del Sur.
| País            | J                  | G                  | E                  | P                  | GF                 | GC                 | Pts                |                    |
| --------------- | ------------------ | ------------------ | ------------------ | ------------------ | ------------------ | ------------------ | ------------------ | ------------------ |
| Japón           | 2                  | 1                  | 1                  | 0                  | 1                  | 0                  | 3                  |                    |
| Corea del Sur   | 2                  | 1                  | 0                  | 1                  | 2                  | 2                  | 2                  |                    |
| China           | 2                  | 0                  | 1                  | 1                  | 1                  | 2                  | 1                  |                    |
| Corea del Norte | Abandonó el torneo | Abandonó el torneo | Abandonó el torneo | Abandonó el torneo | Abandonó el torneo | Abandonó el torneo | Abandonó el torneo | Abandonó el torneo |

| Equipo 1      | Resultado | Equipo 2      |
| ------------- | --------- | ------------- |
| Japón         | 1-0       | Corea del Sur |
| China         | 0-0       | Japón         |
| Corea del Sur | 2-1       | China         |

## Grupo Oceanía
Los partidos se jugaron en Papeete, Tahití.
| Club               | J | G | E | P | GF | GC | Pts |
| ------------------ | - | - | - | - | -- | -- | --- |
| Nueva Zelanda      | 4 | 4 | 0 | 0 | 8  | 1  | 8   |
| Tahití             | 4 | 2 | 1 | 1 | 6  | 4  | 5   |
| Fiyi               | 4 | 2 | 0 | 2 | 11 | 7  | 4   |
| Vanuatu            | 4 | 1 | 1 | 2 | 4  | 9  | 3   |
| Papúa Nueva Guinea | 4 | 0 | 0 | 4 | 3  | 11 | 0   |

| Equipo 1           | Resultado | Equipo 2           |
| ------------------ | --------- | ------------------ |
| Papúa Nueva Guinea | 1-2       | Vanuatu            |
| Fiyi               | 1-2       | Nueva Zelanda      |
| Papúa Nueva Guinea | 1-5       | Fiyi               |
| Nueva Zelanda      | 1-0       | Tahití             |
| Tahití             | 3-1       | Fiyi               |
| Vanuatu            | 0-3       | Nueva Zelanda      |
| Tahití             | 1-1       | Vanuatu            |
| Papúa Nueva Guinea | 0-2       | Nueva Zelanda      |
| Tahití             | 2-1       | Papúa Nueva Guinea |
| Vanuatu            | 1-4       | Fiyi               |

## Clasificados al Campeonato Juvenil de la AFC
| - Irán - Catar - India - Arabia Saudita | - Tailandia - Japón - Corea del Sur - Nueva Zelanda |